# Cómplices al rescate: Silvana
Cómplices al Rescate: Silvana es la primera banda sonora de la telenovela mexicana Cómplices al rescate, que fue lanzado en México por Sony BMG.

## Información
El CD contiene la música de la telenovela interpretada por el elenco, incluyendo a Belinda, Laura Flores, Fabián Chávez, Johnny Lozada, Silvia Lomelí y los "Cómplices": Alex Speitzer, Ramiro Torres, Vadhir Derbez, Martha Sabrina, Dulce María López y Diego Amozurrutia.
| N.º   | Título                 | Performer(s)                                 | Duración |  |
| 1.    | «Cómplices al Rescate» | Belinda, Fabián & the Cómplices              | 3:04     |  |
| 2.    | «Juntos»               | The Cómplices                                | 4:09     |  |
| 3.    | «Contigo Siempre»      | Belinda & Laura Flores                       | 2:55     |  |
| 4.    | «De Nuevo el Amor»     | Belinda & Ramiro Torres                      | 3:44     |  |
| 5.    | «Alma Gemela»          | Belinda                                      | 4:02     |  |
| 6.    | «Esas Pequeñas Cosas»  | Johnny Lozada, Silvia Lomelí & the Cómplices | 3:10     |  |
| 7.    | «Siente el Amor»       | Belinda & the Cómplices                      | 3:49     |  |
| 8.    | «Superstar»            | Belinda                                      | 3:17     |  |
| 9.    | «Al Rescate ¡Ya!»      | The Cómplices                                | 3:19     |  |
| 10.   | «Dónde Está el Amor»   | Belinda                                      | 3:14     |  |
| 11.   | «Mentiras»             | Fabián Chávez                                | 3:46     |  |
| 12.   | «Mi Gran Amigo»        | The Cómplices                                | 3:49     |  |
| 39:03 |                        |                                              |          |  |

## Personal
- Cantantes: Belinda, Laura Flores, Fabián, Johnny Lozada, Silvia Lomelí y los "Cómplices": Alex Speitzer, Ramiro Torres, Vadhir Derbez, Martha Sabrina, Dulce María López y Diego Amozurrutia.
- Metales: Alejandro Carballo y Cindy Shea.
- Batería: Paul Gonzáles.
- Percusión: Ricardo "Tuki" Pasillas.
- Guitarras: George Doering y Pablo Aguirre.
- Teclados: Pablo Aguirre y Alejandro Carballo.
- Coros: Francis Benítez, Carlos Murguía y Alejandro Abaroa.

## Producción
- Dirección Musical: Pablo Aguirre.
- Disposiciones: Pablo Aguirre, Cristina Abaroa y Alejandro Carballo.
- Programación: Pablo Aguirre y Alejandro Carballo.
- Coordinador de Producción: Cristina Abaroa.
- A&R Dirección: Guillermo Guitiérrez.
- A&R Coordinación: Gabriela Pagaza.

## Posicionamiento y certificaciones
| Año  | Listas                          | Posición |
| ---- | ------------------------------- | -------- |
| 2002 | U.S. Billboard Latin Pop Albums | 9        |
| 2002 | U.S. Billboard Top Latin Albums | 11       |
| 2003 | U.S. Billboard Latin Pop Albums | 5        |
| 2003 | U.S. Billboard Top Latin Albums | 6        |

| País (2002) | Certificación      |
| ----------- | ------------------ |
| México      | Platino (AMPROFON) |